# أوسامو ساتو
أوسامو ساتو (16 ديسمبر 1966 بكوبه في اليابان - ) (باليابانية: 佐藤修) هو ممثل أفلام وملاكم ياباني، صنّف ضمن فئة وزن البانتام السوبر ‏.

## إحصائيات
خاض خلال مسيرته 32 نزالا، فاز في 26 وتعادل في 3 وخسر في 3. فاز بالضربة القاضية في 15 نزالا.

## روابط خارجية
- أوسامو ساتو على موقع بوكس ريك (الإنجليزية) (registration required)